# اکس‌تپ
اکس‌تپ (انگلیسی: Xtep) شرکت تجهیزات ورزشی هنگ کنگی است، که در سال ۱۹۹۹ تأسیس شد.
برند اکستپ طبق استاندارد ملی  GB/T  در سال ۲۰۱۳ وارد بازار جهانی شد و به دلیل انحصاری بودن محصول مشابه آن یا کپی محصولات ندارد.

## نمایندگی کفش Xtep در ایران
فروشگاه اوتلت زوما، نماینده رسمی برند کفش ورزشی Xtep در ایران است. این فروشگاه در شهرهای تهران، اصفهان و شیراز شعبه دارد و انواع محصولات اصل برند Xtep را عرضه می‌کند. اوتلت زوما با هدف ارائه کفش‌های اسپرت و ورزشی با کیفیت و قیمت مناسب، فعالیت می‌کند و به عنوان یکی از مراکز معتبر خرید محصولات Xtep در ایران شناخته می‌شود.